# طارق الخديم
طارق الخديم (مواليد 19 مايو 1990) لاعب كرة قدم إماراتي يجيد اللعب في الوسط.
لعب لأندية الوصل ودبا الفجيرة و الوحدة و الشارقة و خورفكان و عجمان و الظفرة و دبا الحصن.

## روابط خارجية
- طارق الخديم على موقع Soccerway.com (الإنجليزية)